# Google聖誕老人追蹤器
Google聖誕老人追蹤器（英語：Google Santa Tracker）是Google公司從2004年開始每年在聖誕節期間推出的服務，讓用戶能在平安夜時透過專屬網站追蹤聖誕老人在全世界各地的行蹤。其網站上還設有不少趣味性的小遊戲以及聖誕相關知識學習。
Android手機用戶可在Google Play商店免費下載Google聖誕老人追蹤器的應用程式。

## 外部連結
- 官方网站